# Heteropelma quodi
Heteropelma quodi là một loài tò vò trong họ Ichneumonidae.